# Халяльний науковий центр
Халяльний науковий центр — це навчальний центр і мережа лабораторій у Таїланді, присвячених дотриманню стандартів халялю, арабського терміна, який позначає прийнятні об'єкти або дії в ісламі та часто використовується щодо дозволених продуктів харчування. Це головна мережа, присвячена халяльній науці в Таїланді, і, згідно з малайзійським Halal Journal, який присудив йому нагороду за найкращу інновацію в галузі халяль у 2006 році, «перша наукова установа халяль у світі».

## Призначення
Науковий центр «Халяль» аналізує їжу на вміст забруднювачів, несумісних із законом ісламу, і проводить дослідження нових методів приготування їжі та нових реагентів для виявлення таких забруднювачів. Він також надає інформацію та тренінги для громадськості та індустрії громадського харчування, пов'язані з приготуванням їжі відповідно до ісламського права, в тому числі пропонуючи ступінь бакалавра з харчування та дієтології.

## Історія
Центр розпочав свою діяльність як Центральна лабораторія та науково-інформаційний центр розвитку халяльної їжі (Halal-CELSIC) в Університеті Чулалонгкорн у Бангкоку 13 серпня 2003 року за грантом Кабінету міністрів Таїланду. Згодом Halal-CELSIC створив лабораторії в більш ніж десяти інших університетах та установах, перш ніж реорганізуватись як Науковий центр Халяль. Директор-засновник Halal Science Center — доц. Професор д-р Вінаї Дахлан.
У 2006 році організація отримала нагороду за найкращі інновації в халяльній промисловості від Halal Journal. Нагороду вручив прем'єр-міністр Малайзії Абдулла Ахмад Бадаві в Куала-Лумпурі.